# Negari Terfa
Getachew Negari Terfa (1983) is een Ethiopische atleet, die is gespecialiseerd in de marathon.

## Loopbaan
Terfa leverde zijn beste prestatie in 2013 in de marathon van Xiamen. Die won hij niet alleen, hij liep er ook zijn persoonlijk beste tijd in 2:07.32.
In eerdere jaren waren zijn meest opvallende prestaties zijn derde plaats in de marathon van Porto in 2008, zijn tweede plaats bij de marathon van Xiamen in 2009 en in datzelfde jaar een vijfde plaats in de marathon van Los Angeles, plus een derde plaats in de marathon van Berlijn in zijn persoonlijk beste tijd tot dan toe van 2:07.41.
In 2010 werd Negari Terfa tweede in de marathon van Xiamen en een jaar later won hij de Rock 'n' Roll Marathon in San Diego.
Terga beleefde in 2013 het beste jaar van zijn carrière. Naast zijn eerder gememoreerde winst in Xiamen helemaal aan het begin van het jaar, won hij tweeënhalve maand later ook de marathon van Rome in 2:07.56.

## Persoonlijke records
| Onderdeel      | Prestatie | Datum             | Plaats  |
| -------------- | --------- | ----------------- | ------- |
| 20 km          | 58.21     | 29 september 2013 | Berlijn |
| halve marathon | 1:01.33   | 29 september 2013 | Berlijn |
| 25 km          | 1:13.15   | 29 september 2013 | Berlijn |
| 30 km          | 1:28.22   | 29 september 2013 | Berlijn |
| marathon       | 2:07.32   | 5 januari 2013    | Xiamen  |

## Palmares

### halve marathon
- 2013:  halve marathon van Cayirova - 1:03.20

### marathon
- 2008:  marathon van Porto - 2:13.19,0
- 2009:  marathon van Xiamen - 2:09.01
- 2009: 5e marathon van Los Angeles - 2:10.53
- 2009:  marathon van Berlijn - 2:07.41
- 2010:  marathon van Xiamen - 2:09.40
- 2010: 11e marathon van Parijs - 2:09.59
- 2010: 14e marathon van Chicago - 2:17.43
- 2011: 8e marathon van Xiamen - 2:18.18
- 2011:  marathon van San Diego - 2:11.18
- 2012: 8e marathon van Xiamen - 2:11.54
- 2012: 9e marathon van Ottawa - 2:17.22,6
- 2012:  marathon van Chunchon - 2:11.45
- 2013:  marathon van Xiamen - 2:07.32
- 2013:  marathon van Rome - 2:07.56
- 2014:  marathon van Houston - 2:07.54